# Rascló de Nova Caledònia
El rascló de Nova Caledònia (Cabalus lafresnayanus) és una espècie d'ocell de la família dels ràl·lids (Rallidae) que habita (o habitava) els boscos de Nova Caledònia. Tradicionalment inclòs al gènere Gallirallus, ha estat ubicat a Cabalus arran treballs com ara Kirchman, 2012.